# Ivan Lendrić
Ivan Lendrić, né le 8 août 1991 à Split, est un footballeur croate qui évolue au poste d'attaquant au Club sportif avionnais.

## Carrière

### Début en Croatie
Ivan Lendrić commence le football au NK Solin avant de rejoindre le centre de formation du Hajduk Split en 2005. À partir de 2007, il est régulièrement appelé en équipe nationale de sa catégorie, des moins de 16 ans aux moins de 19 ans. En 2010, il est intégré au noyau professionnel du Hajduk et est directement prêté pour un an au Zrinjski Mostar, en première division bosniaque. Il termine meilleur buteur du championnat de Bosnie-Herzégovine avec 16 réalisations et revient ensuite à Hajduk Split.  
Prêté lors de la saison précédente il connaît ses premières minutes de jeu avec Hajduk Split, le 13 août 2011 contre le club NK Istra. Le 10 septembre il est remplace Ivan Vukovic à la 72e minute de jeu contre le Dinamo Zagreb. Le 25 septembre 2011, il marque son premier but contre Slaven Belupo. Le 26 novembre 2011, il inscrit un doublé contre le HNK Šibenik lors de la 16e journée de championnat. 

### Zulte Waregem
Proposé à différents clubs, notamment en Ligue 1, il joue d'abord une saison avec son club avant de tenter l'aventure à l'étranger. Sa destination ne sera finalement pas la France mais la Belgique. En juin 2012, il signe un contrat de trois ans au SV Zulte Waregem, un club de première division. Dans sa nouvelle équipe, il est régulièrement remplaçant et monte en cours de match, dans un rôle de « joker ». Le 11 août 2012 , il joue ses premières minutes de jeu contre Beerschot AC. Il marque son premier but contre le KV Courtrai qu'il permet à l'équipe d'assurer la victoire (2-0). Le 15 septembre il est titulaire contre Oud-Heverlee Louvain.Le 24 novembre 2012 il marque et donne le but de la victoire contre La Gantoise.

### Lokomotiva Zagreb et Kapfenberger
Après une saison au cours de laquelle il inscrit trois buts, il décide de retourner en Croatie et rejoint le NK Lokomotiva Zagreb. Il joue son premier match contre le Dinamo Zagreb. Il marque son premier contre le NK Hrvatski Dragovoljac , la journée suivante il inscrit un but contre le NK Osijek. Il ne parvient pas à s'imposer dans l'équipe et très peu utilisé par son entraîneur il part en février 2014 pour le Kapfenberger SV, en deuxième division autrichienne.  
Il inscrit son premier but contre le SC/ESV Parndorf. Le 4 avril 2014 il marque contre le SV Horn. Le 2 mai 2015 il inscrit un doublé contre le First Vienna FC. 

### FC Südtirol et NK Celje
À la fin du mois d'août, il s'engage au FC Südtirol, en troisième division italienne. Il ne parvient pas à obtenir une place de titulaire et change à nouveau d'équipe et de pays en janvier 2015 pour rejoindre le NK Celje, une équipe du championnat slovène.  
Le 12 août 2015, Lendrić s'engage avec le club moldave du Milsami Orhei. 

### FK Željezničar Sarajevo
Il s'engage au FK Željezničar Sarajevo. Lors de son premier match sous ses nouvelles couleurs il marque son premier but. Lors de la troisième journée de championnat de Bosnie-Herzégovine il délivre une passe décisive et marque de nouveau un but. Auteur de belles prestations en début de saison , Ivan ne trouve plus le chemin des filets jusqu'à la dixième journée contre le NK Metalleghe. Le 22 septembre il inscrit un doublé contre le FK Olimpik Sarajevo. Le 5 novembre 2016, il marque le premier but de la rencontre contre le FK Sloboda Tuzla. Le 19 novembre il marque deux buts contre le NK Vitez.  Ivan effectue de très belle performances durant cette première partie de saison et il est devenu un titulaire indiscutable avec l'équipe première du FK Željezničar Sarajevo.  Le 26 novembre il délivre une passe décisive et marque un but contre le HŠK Zrinjski Mostar.  
Le 4 mars, il marque le seul but du match contre le FK Mladost Doboj Kakanj. Il démontre le reste de son talent en inscrivant un triplé contre le FK Sloboda Tuzla. Le 8 avril 2017 il marque le seul et unique but du match contre le FK Krupa. Le 6 mai, Ivan remarque de nouveau contre le HŠK Zrinjski Mosta. Le 28 mai, lors de la dernière journée il inscrit le but de l'égalisation contre le FK Radnik Bijeljina, il finit meilleur buteur du championnat de Bosnie-Herzégovine avec 19 réalisations. 
Le 29 juin 2017 il marque le seul et unique but contre FK Zeta Golubovci au match aller en Ligue Europa. Le 6 juillet 2017 il inscrit un but contre la même équipe FK Zeta Golubovci au match retour.

### Racing club de Lens (2017-2018)
Le 10 juillet 2017, il signe un contrat de 3 ans avec le Racing Club de Lens. Il inscrit son premier but sous les couleurs sang & or à l'occasion du premier tour de la Coupe de la Ligue face à l'AC Ajaccio (victoire finale 2-1). En difficulté d'adaptation dans son nouveau club, Ivan peine à s'imposer au sein de l'effectif lensois malgré les débuts délicats de son club et un but inscrit en Ligue 2 sur le terrain du FC Sochaux-Montbéliard après son entrée en jeu lors de 3e journée de Ligue 2. Il retrouvera les terrains plus de 2 mois après son dernier match dans le cadre du septième tour de la Coupe de France face à l'US Noeuxoise. Titulaire, il est auteur d'un coup du chapeau dans un match qui verra la victoire des siens sous le score de 5 buts à 0. 
Ivan écarté depuis plusieurs mois revient dans le groupe en deuxième partie de saison contre le Stade briochin lors des 16e de finale de la Coupe de France. Le 26 janvier, il rentre en cours de jeu en remplaçant Cyrille Bayala à la 70e minute de jeu.
Le 11 juin 2018, Lendric résilie son contrat avec le Racing Club de Lens. Peu utilisé par Alain Casanova et Éric Sikora, le club ne comptait pas non plus sur lui pour la saison 2018-2019.

### Sélections
En 2007 il a joué avec les -16 ans de la Croatie au total il a fait 9 matchs pour 3 buts marqués.
Fin 2007 il est appelé avec l'Équipe de Croatie des moins de 17 ans de football, il a disputé dix rencontres et il a inscrit deux buts.
En 2009 il a joué avec l'Équipe de Croatie de football des moins de 19 ans il a disputé six rencontres.
En 2011 il a fait ses débuts avec l'Équipe de Croatie de football des moins de 20 ans, il ne dispute que trois matchs pour un seul but.

## Palmarès
- 2010 : Vainqueur Coupe de Croatie

- 2011 : Meilleur buteur du championnat de Bosnie-Herzégovine avec le Zrinjski Mostar : 16 buts
- 2012 : Vice champion avec Hajduk Split
- 2017 : Meilleur buteur du championnat de Bosnie-Herzégovine avec le FK Željezničar Sarajevo : 19 buts
- 2017 : Vice champion avec le FK Željezničar Sarajevo du championnat de Bosnie-Herzégovine

## Statistiques
| Saison                | Club                   | Championnat           | Championnat | Championnat | Coupe(s) nationale(s) | Coupe(s) nationale(s) | Compétition(s) continentale(s) | Compétition(s) continentale(s) | Compétition(s) continentale(s) | Total | Total |
| Saison                | Club                   | Division              | M.          | B.          | M.                    | B.                    | Comp.                          | M.                             | B.                             | M.    | B.    |
| 2010-2011             | Hajduk Split           | Prva HNL              | -           | -           | -                     | -                     | -                              | -                              | -                              | 0     | 0     |
| 2010-2011             | Zrinjski Mostar (prêt) | Premijer Liga         | 28          | 16          | -                     | -                     | -                              | -                              | -                              | 28    | 16    |
| 2011-2012             | Hajduk Split           | Prva HNL              | 19          | 4           | 2                     | 2                     | -                              | -                              | -                              | 21    | 6     |
| 2012-2013             | SV Zulte Waregem       | Jupiler Pro League    | 20          | 2           | 4                     | 1                     | -                              | -                              | -                              | 24    | 3     |
| 2013-2014             | Lokomotiva Zagreb      | Prva HNL              | 6           | 2           | -                     | -                     | -                              | -                              | -                              | 6     | 2     |
| 2013-2014             | Kapfenberger SV        | Erste Liga            | 15          | 5           | -                     | -                     | -                              | -                              | -                              | 15    | 5     |
| 2014-2015             | FC Südtirol            | Serie C               | 14          | 4           | -                     | -                     | -                              | -                              | -                              | 14    | 4     |
| 2014-2015             | NK Celje               | Prva Liga             | 16          | 2           | 3                     | 1                     | -                              | -                              | -                              | 19    | 3     |
| 2015-2016             | Milsami Orhei          | Divizia Nationala     | -           | -           | -                     | -                     | C3                             | -                              | -                              | 0     | 0     |
| 2015-2016             | AO Kerkyra             | Football League       | 2           | 0           | 1                     | 0                     | -                              | -                              | -                              | 3     | 0     |
| 2015-2016             | Željezničar Sarajevo   | Premijer Liga         | 12          | 7           | 3                     | 2                     | -                              | -                              | -                              | 15    | 9     |
| 2016-2017             | Željezničar Sarajevo   | Premijer Liga         | 32          | 19          | 3                     | 1                     | -                              | -                              | -                              | 35    | 20    |
| 2017-2018             | Željezničar Sarajevo   | Premijer Liga         | -           | -           | -                     | -                     | C3                             | 2                              | 2                              | 2     | 2     |
| 2017-2018             | RC Lens                | Ligue 2               | 9           | 2           | 2                     | 4                     | -                              | -                              | -                              | 11    | 6     |
| 2018-2019             | Olimpija Ljubljana     | Prva Liga             | 1           | 0           | 1                     | 1                     | C3                             | -                              | -                              | 2     | 1     |
| Total sur la carrière | Total sur la carrière  | Total sur la carrière | 174         | 63          | 19                    | 12                    | -                              | 2                              | 2                              | 195   | 77    |